# اوسچینا (روستا)
اوسچینا (به صربی: Osečina) یک منطقهٔ مسکونی در صربستان است که در Osečina Municipality واقع شده‌است. اوسچینا ۲۰۱ متر بالاتر از سطح دریا واقع شده‌است.